# Парашутист
Парашутистите са хора – най-често военни, обучавани в скокове с парашут от самолет или вертолет.
Военните са част от въздушнодесантните войски. Използването им предлага тактическо преимущество, тъй като могат да бъдат разгръщани на бойното поле от въздуха. Това им позволява да бъдат разполагани на места, недостъпни по суша. Този начин на разгръщане им позволява да избягват укрепления, построени да отблъскват нападения от определено направление, и да атакуват райони, считани за безопасни.